# Lucien Favre
Lucien Favre (* 2. November 1957 in Saint-Barthélemy, Kanton Waadt) ist ein ehemaliger Schweizer Fussballspieler und jetziger ‑trainer. Von Juli 2022 bis Januar 2023 betreute er zum zweiten Mal den OGC Nizza. Seitdem ist er vereinslos.

## Karriere als Spieler

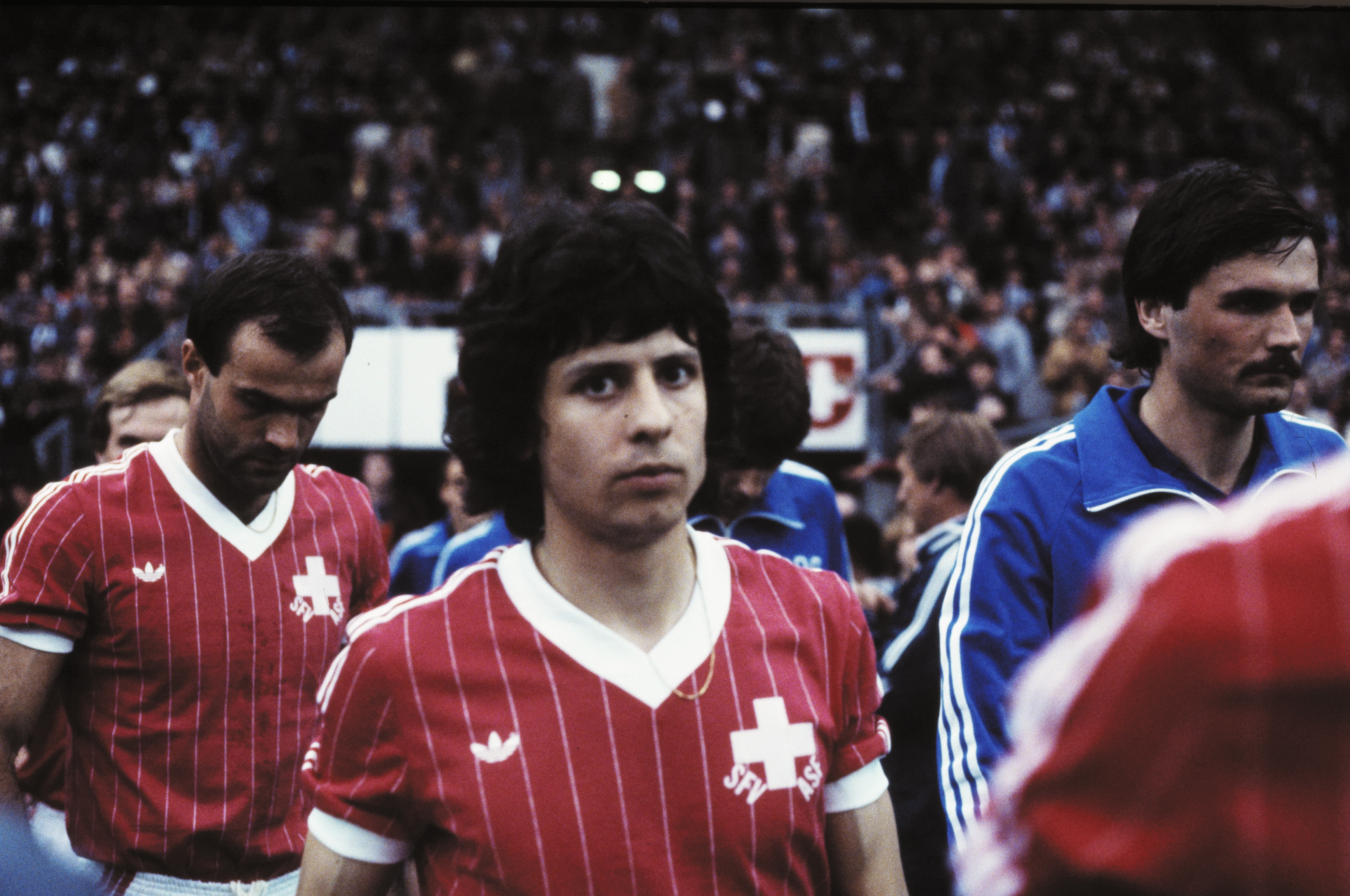
Lucien Favre (Mitte) beim Qualifikationsspiel zur Fussball-Europameisterschaft 1984 gegen die DDR, 14. Mai 1983 in Bern

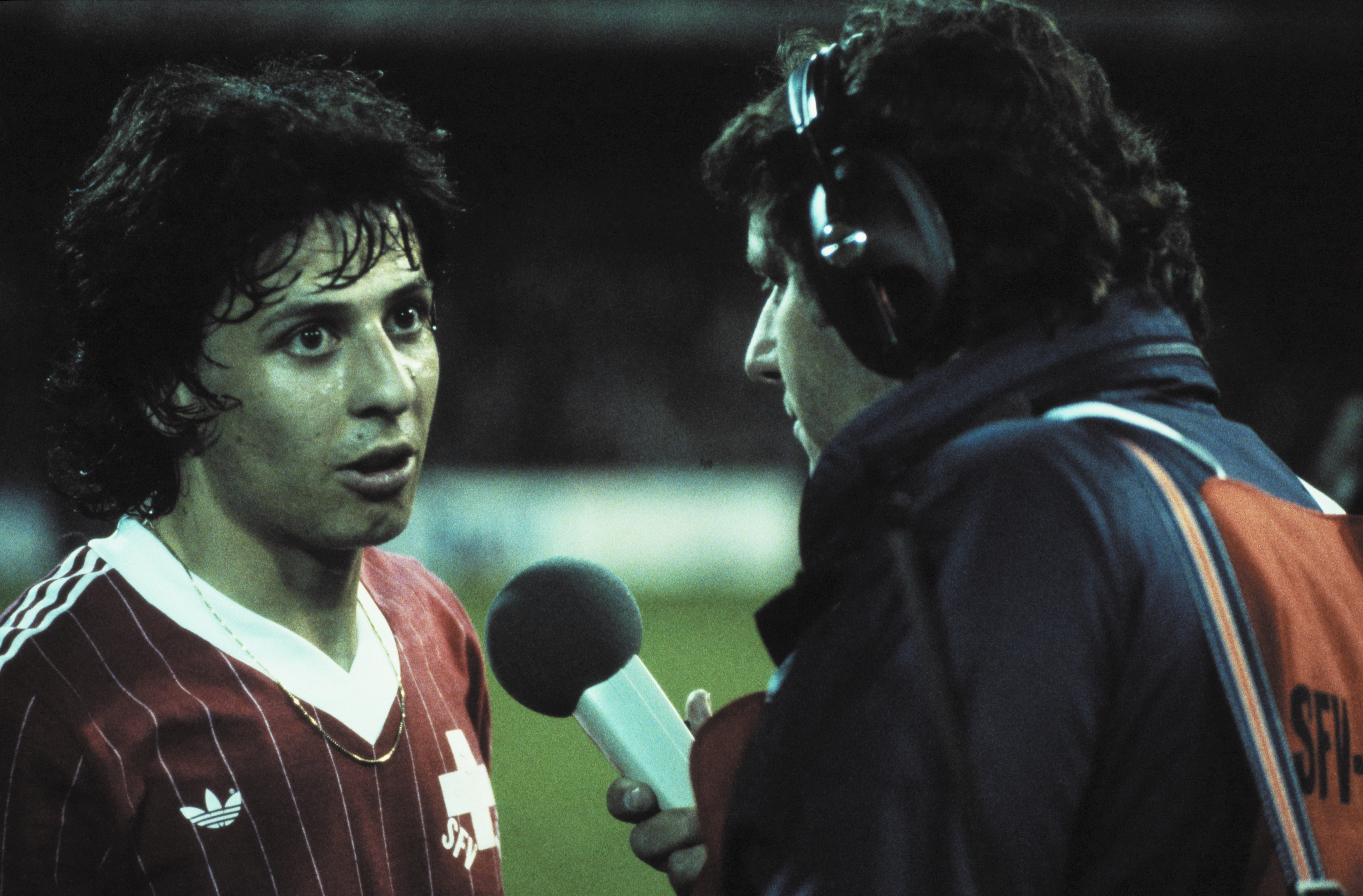
Lucien Favre im Interview nach dem Qualifikationsspiel gegen die DDR

### Vereine
Der 24-fache Schweizer Nationalspieler galt als sehr guter Techniker und intelligenter Spielmacher. Während seiner Laufbahn spielte er unter anderem bei Neuchâtel Xamax, beim FC Toulouse und bei Servette Genf.
Am 13. September 1985 wurde er schwer verletzt, als ihm im Spiel Servette Genf gegen Vevey-Sports der gegnerische Libero Pierre-Albert Chapuisat (Vater von Stéphane Chapuisat) in die Kniekehle trat. Das Foul wurde nicht geahndet, da ein Spieler dem Schiedsrichter Bruno Galler, wie Letzterer sagte, «die Sicht auf den Tatort nahm». Favre erlitt dabei mehrere Knochenbrüche und Bänderrisse. Das Foul zog den ersten Zivilprozess in der Geschichte des Schweizer Fussballs nach sich, an dessen Ende nach zwei Jahren Chapuisat durch das Genfer Polizeigericht zu 5000 Schweizer Franken Geldstrafe wegen fahrlässiger Körperverletzung verurteilt wurde.
Nach der verletzungsbedingten achtmonatigen Pause gelang Favre ein Comeback bei Servette; er spielte ab 1987 unter anderem mit Karl-Heinz Rummenigge zusammen, der von Inter Mailand gewechselt war. 1991 beendete Favre in Genf seine aktive Zeit.

### Nationalmannschaft
In seiner Zeit in der Schweizer Nationalmannschaft erzielte Favre in 24 Spielen einen Treffer. Dieser fiel bei seinem ersten Länderspiel beim 2:1-Sieg gegen die Niederlande am 1. September 1981 in Zürich; auch Ruud Gullit und Frank Rijkaard gaben an diesem Tag ihr Nationalmannschaftsdebüt. Sein letztes Länderspiel absolvierte Favre am 26. April 1989 in Lissabon bei der 1:3-Niederlage gegen Portugal.

### Erfolge als Spieler
- Europacupwettbewerbe: 17 Spiele, 4 Tore
- 1983: Schweizer Fussballer des Jahres
- Schweizer Meister 1985 mit Servette Genf

## Karriere als Trainer

### Stationen in der Schweiz
Favres Trainerkarriere begann 1991 beim FC Echallens als Trainerassistent der C-Junioren. Nach einem Jahr trainierte er die Junioren-Mannschaft (14-Jährige) und übernahm danach die erste Mannschaft. Unter Favres Leitung stieg der Verein in die Nationalliga B auf, was der bis dahin grösste Erfolg des Vereins war.
Im Anschluss an seine Tätigkeit beim FC Echallens war Favre für 18 Monate bei Neuchâtel Xamax als Nachwuchsmanager tätig. 1997 wechselte er zum Yverdon-Sports FC, mit dem er in die Nationalliga A aufstieg und die folgende Saison auf dem fünften Tabellenplatz abschloss.
Im Jahr 2000 wechselte er zu Servette Genf, bei dem er zuvor als Spieler tätig gewesen war. 2001 gewann er mit der Mannschaft den Schweizer Cup und stiess durch einen 3:0-Auswärtssieg bei Hertha BSC bis in den Achtelfinal des UEFA Cups vor.
Im Frühling 2003 wechselte Favre zum FC Zürich. Bei seiner Einstellung konnte er Mitbewerber Joachim Löw ausstechen, wie Sportjournalist Michael Jahn in seiner Favre-Biografie enthüllte. Beide hatten am selben Tag ihr Vorstellungsgespräch. Mit dem FCZ wurde Favre einmal Cupsieger (2005) und 2006 und 2007 Meister. Am 29. Mai 2007 wurde er zum zweiten Mal in Folge zum Schweizer Trainer des Jahres gewählt. Unter seiner Führung wurden Daniel Gygax, Blerim Džemaili, Xavier Margairaz, Steve von Bergen und Gökhan Inler für die Schweizer Nationalmannschaft nominiert.

### Hertha BSC

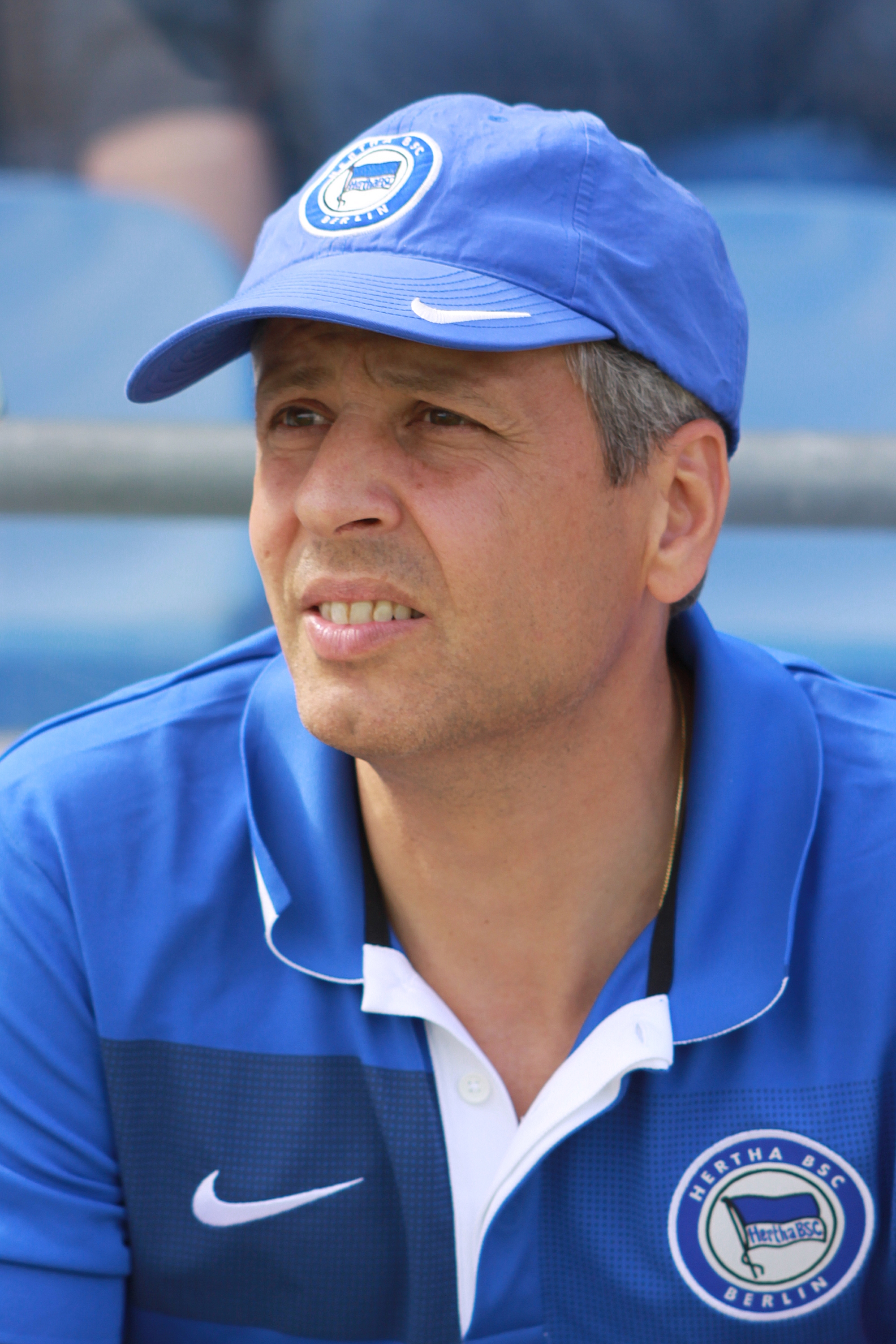
Favre als Trainer von Hertha BSC (2009)

Zur Saison 2007/08 wechselte Favre zum deutschen Bundesligisten Hertha BSC. In Berlin erhielt er einen Vertrag bis 2010, der im Januar 2009 bis 2011 verlängert wurde. Favre wechselte zusammen mit Co-Trainer Harald Gämperle und den Spielern Raffael und Steve von Bergen nach Berlin. In der Rückrunde der Saison 2008/09 war die Hertha mehrfach Tabellenführer, hatte am letzten Spieltag sogar die rechnerische Chance auf den Gewinn der deutschen Meisterschaft und wurde Vierter. Für die nachfolgende Spielzeit konnte die Hertha aus finanziellen Gründen wichtige Spieler nicht an sich binden. Nach einem schlechten Start mit sechs Niederlagen in Folge und dem letzten Tabellenplatz nach dem siebten Spieltag wurde Favre am 28. September 2009 von seiner Tätigkeit freigestellt.
Nachdem Favre sich am 6. Oktober 2009 auf einer privaten Pressekonferenz im Hotel Adlon negativ über die Transferpolitik der Vereinsführung unter Präsident Werner Gegenbauer geäussert hatte, wurde er fristlos entlassen.

### Borussia Mönchengladbach

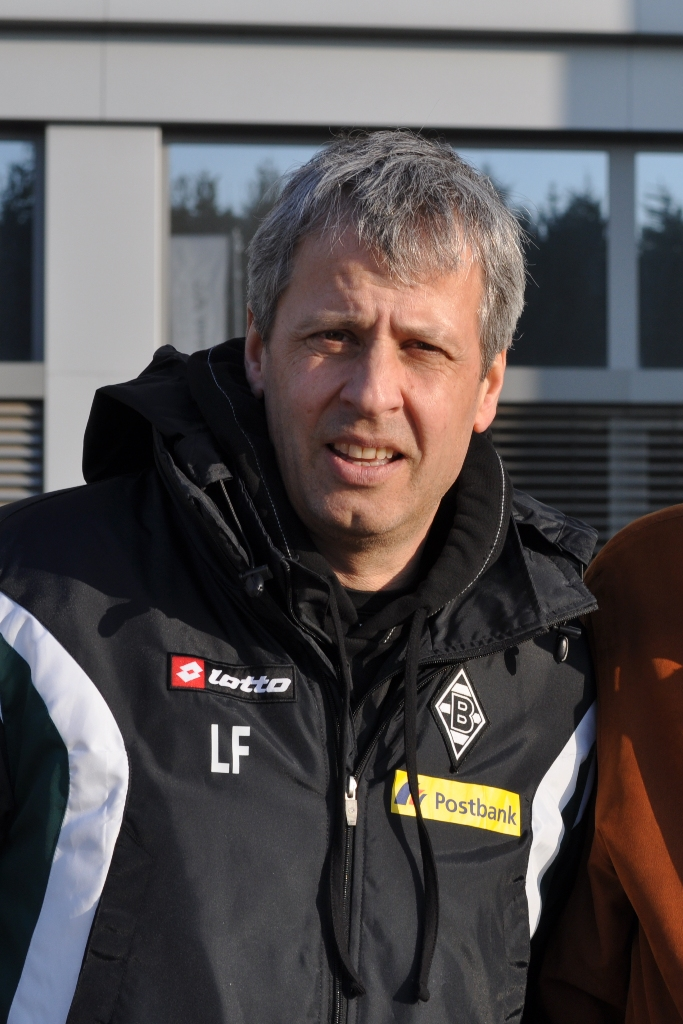
Favre als Trainer von Borussia Mönchengladbach (2011)

Am 14. Februar 2011 verpflichtete Borussia Mönchengladbach Favre als Cheftrainer, nachdem Michael Frontzeck am Tag zuvor beurlaubt worden war. Favre übernahm eine Mannschaft, die nach 22 von 34 Spieltagen mit 16 Punkten Tabellenletzter war und einen Rückstand von sieben Punkten auf den Relegationsplatz hatte. Mit 20 Punkten aus den restlichen zwölf Spielen hielt die Borussia mit Favre die Klasse; am 25. Mai 2011 setzte sich die Mannschaft in zwei Relegationsspielen gegen den VfL Bochum durch.
In die Saison 2011/12 startete Favre mit einem Sieg beim FC Bayern München und erreichte am dritten Spieltag die Tabellenspitze. Am 8. Februar 2012 zog er mit der Borussia in den Halbfinal des DFB-Pokals ein und verlor im Elfmeterschiessen gegen Bayern München. Die Saison 2011/12 beendete die Borussia – mit nahezu der gleichen Mannschaft, die in der Vorsaison nur knapp den Abstieg vermieden hatte – auf dem vierten Tabellenplatz, der erstmals in der Vereinsgeschichte zur Teilnahme an den Play-offs zur UEFA Champions League 2012/13 berechtigte. Nachdem es lange Zeit Spekulationen um einen Weggang Favres gegeben hatte, verlängerte er im Juli 2012 seinen im Juni 2013 auslaufenden Vertrag bei Borussia Mönchengladbach um zwei Jahre.
Bei der Wahl zum Trainer des Jahres 2012 belegte Favre hinter dem Meistertrainer Jürgen Klopp den zweiten Platz. Nach dem vierten Tabellenplatz in seiner ersten vollständigen Saison bei der Borussia erreichte die Mannschaft in der Saison 2012/13 Platz 8. Dadurch verfehlte Favre mit der Borussia den erneuten Einzug in einen europäischen Wettbewerb.
Im März 2014 verlängerte Favre seinen Vertrag bei der Borussia bis Juni 2017 und qualifizierte sich mit ihr nach dem sechsten Tabellenplatz in der Saison 2013/14 und zwei Siegen gegen den FK Sarajevo in den Play-off-Spielen für die Gruppenphase der UEFA Europa League 2014/15.
Der 2:0-Sieg der Borussia am 6. November 2014 in der Gruppenphase der Europa League gegen den zypriotischen Club Apollon Limassol war das 18. Pflichtspiel in einer Saison hintereinander ohne Niederlage. Favre überbot mit seiner Mannschaft damit die Bestmarke aus dem Jahr von 1970/71 unter Hennes Weisweiler (17 Pflichtspiele ungeschlagen). Am 14. Februar 2015 feierte Favre die Vollendung einer vierjährigen Amtszeit als Trainer der Borussia, in der er aus 135 Bundesligaspielen 61 Siege, 35 Unentschieden und 39 Niederlagen erreichte und damit hinter Weisweiler und Udo Lattek die drittbeste Statistik aller Borussen-Trainer aufwies.
Unter Favre schloss die Borussia die Saison 2014/15 auf dem dritten Tabellenplatz ab, der die Teilnahme an der Champions League ermöglichte. Damit beendete der Verein eine 37 Jahre andauernde Abstinenz vom wichtigsten Wettbewerb des europäischen Fussballs. Gleichzeitig wurde mit 39 Punkten in der Rückrunde ein neuer Vereinsrekord aufgestellt. Favre wurde später zum Trainer der Saison ausgezeichnet. Aufgrund der Ähnlichkeit der Spielweise seiner Mannschaft zum FC Barcelona wurde zur Zeit Favres bei Borussia Mönchengladbach der Begriff «Borussia Barcelona» geboren.
Nach sechs aufeinanderfolgenden Pflichtspielniederlagen zum Saisonstart bot Favre am 20. September 2015 dem Präsidium von Borussia Mönchengladbach seinen Rücktritt als Trainer an, der abgelehnt wurde. Kurz darauf veröffentlichte Favre eine Erklärung, in der er seinen sofortigen Rücktritt bekanntgab.

### OGC Nizza
Von 2016 bis 2018 trainierte Favre den französischen Erstligisten OGC Nizza. Er erhielt einen Dreijahresvertrag und trainierte unter anderem Mario Balotelli. In seiner ersten Saison schied OGC Nizza nach zwei Siegen bei vier Niederlagen in der Gruppenphase der Europa League als Tabellenletzter aus. Gegner war unter anderem der FC Schalke 04. In der Liga führte Favre sein Team auf den dritten Tabellenplatz, wodurch OGC Nizza sich für die Play-offs der UEFA Champions League 2017/18 qualifizierte. Gegen den italienischen Vertreter SSC Neapel unterlag der Schweizer mit seiner Mannschaft zweimal mit jeweils 0:2 und trat somit erneut in der Europa League an. Zwar überstand OGC Nizza dieses Mal die Gruppenphase, scheiterte jedoch im Sechzehntelfinal an Lokomotive Moskau (2:3, 0:1). Im Ligabetrieb schloss OGC auf dem achten Tabellenplatz ab. Am letzten Spieltag verspielte Favres Club die Teilnahme am Europacup durch eine 2:3-Niederlage gegen Olympique Lyon.
Am 19. Mai 2018 kündigte Favre seine Trennung von OGC Nizza an.

### Borussia Dortmund
Ab der Saison 2018/19 war Favre Trainer beim Bundesligisten Borussia Dortmund. In seiner ersten Saison holte er 76 Punkte und wurde mit seiner Mannschaft Vizemeister in der Bundesliga, wobei die Entscheidung über die Meisterschaft erst am letzten Spieltag fiel. Zwischenzeitlich hatte Dortmund einen Vorsprung von neun Punkten auf den späteren Meister Bayern München gehabt, beendete die Spielzeit aber letztlich mit zwei Zählern Rückstand auf diesen. In der Champions-League 2018/19 zog man über den ersten Platz in der Gruppe A, vor Atletico Madrid, in den Achtelfinal ein und schied dort gegen den späteren Finalisten Tottenham Hotspur aus. Im DFB-Pokal 2018/19 war im Achtelfinal gegen Werder Bremen Schluss.
In der nächsten Saison 2019/20 wurde man erneut Vizemeister und übertraf mit 82 Toren den vereinsinternen Bundesligahöchstwert. In der Gruppenphase der Champions League 2019/20 drehte man gegen Inter Mailand einen 0:2-Pausenstand in der zweiten Halbzeit und zog letztlich auch vor jenem späteren italienischen Vizemeister und hinter dem späteren spanischen Vizemeister FC Barcelona, in den Achtelfinal ein. Dort schied man zum zweiten Mal in Folge aus, ebenfalls gegen den späteren Finalisten und französischen Meister PSG. Im DFB-Pokal 2019/20 war zum zweiten Mal in Folge, im Achtelfinal, gegen Werder Bremen das Ende erreicht.
In der Saison 2020/21 trennte sich der BVB am 13. Dezember 2020, nach einer 1:5-Heimniederlage gegen den VfB Stuttgart von Favre. Das Team stand zu diesem Zeitpunkt in der Bundesliga auf Platz 5, war im DFB-Pokal noch vertreten und hatte kurz zuvor den Gruppensieg in der Champions League 2020/21 geholt. Favres Vertrag lief ursprünglich bis zum 30. Juni 2021.
Über einen Grossteil seiner zweieinhalbjährigen Amtszeit hinweg war der Schweizer trotz den Saisonleistungen der Mannschaft sowie dem bis dahin besten Punkteschnitt aller BVB-Trainer das Ziel von Kritik seitens der Medien wie auch unabhängiger Experten. So soll ihm die Fähigkeit abgegangen sein, das Team zu motivieren; zudem sei er zu ruhig und distanziert gewesen. Ihm wurde vorgeworfen, zwar ein «guter Taktiker» zu sein, der Mannschaft jedoch weder zu einer «totalen Gewinnermentalität» noch zu einer «unbedingten Gier nach Siegen» verholfen zu haben. Er habe wiederholt Spieler über längere Zeiträume auf für sie ungewohnte Positionen versetzt (Julian Brandt oder Mario Götze), anstatt Reservespieler zu berufen, und nicht den «ambitionierten Titelmacher» verkörpert, den beispielsweise Geschäftsführer Hans-Joachim Watzke gern gehabt hätte. Wiederholt wurden auch Favres Festhalten an den «immer gleichen» Spielern und eine «zu nachlässige Rotation» bemängelt, ebenso wie die Nichtberücksichtigung von Akteuren aus der zweiten und «dritten Reihe» oder aus dem eigenen Jugendbereich. Bis zuletzt hatten sich Watzke und Sportdirektor Michael Zorc oder gar Führungsspieler wie Mats Hummels öffentlich zu ihrem Trainer bekannt, Unterstützung erfuhr dieser weiterhin durch die Mönchengladbacher Funktionäre Max Eberl und Hans Meyer.

### Rückkehr nach Nizza
Im Sommer 2022 übernahm Favre erneut den OGC Nice. Er folgte beim Vorjahresfünften und Europacupteilnehmer auf Christophe Galtier, der seinerseits zum Ligakonkurrenten Paris Saint-Germain wechselte. Nach der 0:1-Niederlage im französischen Cup beim Drittligisten Le Puy Foot 43 gab die Vereinsführung am 9. Januar 2023 die sofortige Entlassung Favres bekannt. Die Mannschaft stand zu dem Zeitpunkt im Mittelfeld auf dem elften Platz.

### Erfolge als Trainer
- 1994: Aufstieg NLB (Échallens)
- 1999: Aufstieg NLA (Yverdon)
- 2001: Schweizer Cupsieger (Servette)
- 2005: Schweizer Cupsieger (FC Zürich)
- 2006: Schweizer Meister (FC Zürich)
- 2006: Trainer des Jahres (Schweiz)
- 2007: Schweizer Meister (FC Zürich)
- 2007: Trainer des Jahres (Schweiz)
- 2008/09: Trainer der Saison (Deutschland)
- 2011/12: Trainer der Saison (Deutschland) (VdV)[42]
- 2013/14: Trainer der Hinrunde (Deutschland) (kicker)[43]
- 2014/15: Trainer der Saison (Deutschland)
- 2019: Supercupsieger mit Borussia Dortmund

### Pflichtspiel-Statistik als Trainer
Stand: 2023.
| FC Echallens             | 1991  | 1995  | —   | —   | —    | —   | —    |
| Yverdon-Sport FC         | 1997  | 2000  | 047 | 15  | 12   | 20  | 31,9 |
| Servette FC              | 2000  | 2002  | 081 | 33  | 25   | 23  | 40,7 |
| FC Zürich                | 2002  | 2007  | 166 | 94  | 32   | 40  | 56,6 |
| Hertha BSC               | 2007  | 2009  | 094 | 40  | 19   | 35  | 42,6 |
| Borussia Mönchengladbach | 2011  | 2015  | 189 | 89  | 45   | 55  | 47,1 |
| OGC Nizza                | 2016  | 2018  | 099 | 43  | 23   | 33  | 43,4 |
| Borussia Dortmund        | 2018  | 2020  | 109 | 68  | 16 * | 25  | 61,8 |
| OGC Nizza                | 2022  | 2023  | 26  | 8   | 9    | 9   | 30,8 |
| Total                    | Total | Total | 811 | 390 | 181  | 240 | 48,1 |

## Persönliches
Favre ist verheiratet und hat zwei Kinder. Seine Frau Chantal lernte er als Jugendlicher an einer Chilbi kennen. Sein Sohn Loïc war wie sein Vater Fussballspieler und trainierte unter ihm beim Yverdon-Sport FC. Favre hat weiterhin in seinem Geburtsort Saint-Barthélemy einen Wohnsitz. Den Spitznamen «Lulu» bekam er zu seiner Zeit als Spieler und Trainer in der Schweiz.

## Trivia
Er ist ein Anhänger des schnellen Kurzpassspiels nach spanischem Vorbild und gilt als Taktiker und Perfektionist.
Am 24. Oktober 2020 beim 3:0-Erfolg der Dortmunder Borussia über den FC Schalke 04 erreichte Favre seinen 150. Sieg als Trainer einer Bundesliga-Mannschaft.